# Kallar (ort)
Kallar (persiska: کلّر) är en ort i Iran.   Den ligger i provinsen Khorasan, i den nordöstra delen av landet, 600 km öster om huvudstaden Teheran. Kallar ligger 1 629 meter över havet och antalet invånare är 268.
Terrängen runt Kallar är kuperad västerut, men österut är den platt.Runt Kallar är det ganska glesbefolkat, med 50 invånare per kvadratkilometer. Närmaste större samhälle är Qūchān, 13,7 km norr om Kallar. Omgivningarna runt Kallar är i huvudsak ett öppet busklandskap.